# Club Sportif Chênois 2021-2022
Questa voce raccoglie le informazioni riguardanti il Club Sportif Chênois nelle competizioni ufficiali della stagione 2021-2022.

## Stagione
Nella stagione 2021-2022 il Chênois, allenato da David Joye, concluse il campionato di Prima Lega all'8º posto. In Coppa Svizzera il Chênois fu eliminato al secondo turno dal San Gallo.

## Rosa
| N. |                         | Ruolo | Calciatore          |
| -- | ----------------------- | ----- | ------------------- |
| 1  | Svizzera (bandiera)     | P     | João Castanheira    |
| 1  | Svizzera (bandiera)     | P     | Hassan Taleb        |
| 3  | Camerun (bandiera)      | D     | Pierre Bile         |
| 4  | Italia (bandiera)       | D     | Maurizio Palermo    |
| 5  | Svizzera (bandiera)     | D     | Arnaud Kanda        |
| 5  | Francia (bandiera)      | D     | Shadi Tamba         |
| 6  | Francia (bandiera)      | C     | Bryan Mukenge       |
| 6  | RD del Congo (bandiera) | A     | Joeffrey Tshikomb   |
| 8  | Svizzera (bandiera)     | D     | Henda Antonio       |
| 10 | Svizzera (bandiera)     | C     | Hajdar Munishi      |
| 10 | Francia (bandiera)      | A     | Thomas Richard      |
| 11 | Francia (bandiera)      | A     | Jocelyn Mboso       |
| 14 | Italia (bandiera)       | C     | Kapinga Ntongo      |
| 15 | Francia (bandiera)      | C     | Rafik Khelil        |
| 17 | Svizzera (bandiera)     | C     | Betim Bilalli       |
| 18 | Francia (bandiera)      | D     | Fabrice Guzel       |
| 19 | Francia (bandiera)      | D     | Yrles Teoro-Kurzawa |
| 20 | Svizzera (bandiera)     | D     | Fabien Schellenberg |

| N. |                       | Ruolo | Calciatore           |
| -- | --------------------- | ----- | -------------------- |
| 20 | Portogallo (bandiera) | D     | Tiago Vilaranda      |
| 21 | Svizzera (bandiera)   | A     | Giancarlo Negro      |
| 22 | Svizzera (bandiera)   | C     | Tiago Ensina         |
| 22 | Svizzera (bandiera)   | C     | Giulio Imbriaco      |
| 23 | Svizzera (bandiera)   | C     | Luca Alonso          |
| 23 | Svizzera (bandiera)   | C     | Dilan Shala          |
| 24 | Francia (bandiera)    | C     | Isaac Jr. Pagnoux    |
| 24 | Svizzera (bandiera)   | C     | Matteo Zignani       |
| 24 | Francia (bandiera)    | A     | Isaac Ibongo         |
| 29 | Francia (bandiera)    | P     | Adrien Mathorel      |
|    | Svizzera (bandiera)   | P     | Joris Stauffer       |
|    | Svizzera (bandiera)   | D     | Cédric Tavares       |
|    | Portogallo (bandiera) | D     | Guilherme Teixeira   |
|    | Francia (bandiera)    | C     | Yannis Kali          |
|    | Angola (bandiera)     | C     | Rodrick Sumbula      |
|    | Francia (bandiera)    | A     | Zakaria Bengueddoudj |
|    | Svizzera (bandiera)   | A     | Mehdi Harakat        |
|    | Svizzera (bandiera)   | A     | Donovan Odier        |

## Organigramma societario
Area tecnica
- Allenatore: David Joye
- Allenatore in seconda:
- Preparatore dei portieri:
- Preparatori atletici:

## Calciomercato

### Sessione estiva
| Acquisti | Acquisti         | Acquisti       | Acquisti |
| R.       | Nome             | da             | Modalità |
| -------- | ---------------- | -------------- | -------- |
| D        | Fabrice Guzel    | Ain Sud Foot   |          |
| A        | Ilion Ssebunya   | Italien        |          |
| D        | Maurizio Palermo | Lancy          |          |
| A        | Chahine Baba     | Jura Sud       |          |
| P        | João Castanheira | Étoile Carouge |          |

| Cessioni | Cessioni      | Cessioni      | Cessioni |
| R.       | Nome          | a             | Modalità |
| -------- | ------------- | ------------- | -------- |
| A        | Logan Clément | San Gallo     |          |
| D        | Diart Shabani | Signal Bernex |          |

### Sessione invernale
| Acquisti | Acquisti        | Acquisti       | Acquisti |
| R.       | Nome            | da             | Modalità |
| -------- | --------------- | -------------- | -------- |
| C        | Bryan Mukenge   | Veyrier-Sports |          |
| D        | Tiago Vilaranda | Étoile Carouge |          |

| Cessioni | Cessioni       | Cessioni             | Cessioni |
| R.       | Nome           | a                    | Modalità |
| -------- | -------------- | -------------------- | -------- |
| P        | Ertem Bello    | Italien              |          |
| C        | Burim Avdulahi | Perly-Certoux        |          |
| D        | Gabriel Passi  | Stade Lausanne-Ouchy |          |
| A        | Chahine Baba   | Chambéry             |          |
| D        | Samuel Molina  | Urania Ginevra       |          |
| A        | Ange N'Silu    | Grand-Saconnex       |          |
| A        | Ilion Ssebunya | Italien              |          |
| D        | Timo Ribeiro   | Lancy                |          |

## Risultati

### Prima Lega

#### andata
| Thun 21 agosto 2021, ore 19:00 CEST 1ª giornata                                                   | Thun II   | 5 – 1 referto | Chênois | Stockhorn Arena (160 spett.) |
| \| \| \| \| \| Schneeberger 20’, 47’ Berger 23’ Lekaj 48’ Dähler 71’ \| Marcatori \| 42’ Negro \| |           |               |         |                              |
|                                                                                                   |           |               |         |                              |
| Schneeberger 20’, 47’ Berger 23’ Lekaj 48’ Dähler 71’                                             | Marcatori | 42’ Negro     |         |                              |

| Morges 29 agosto 2021, ore 15:00 CEST 2ª giornata                    | La Sarraz-Eclépens | 1 – 2 referto    | Chênois | Terrain de La Sarraz - En Gravey (250 spett.) |
| \| \| \| \| \| Molina 34’ (aut.) \| Marcatori \| 15’, 53’ Pagnoux \| |                    |                  |         |                                               |
|                                                                      |                    |                  |         |                                               |
| Molina 34’ (aut.)                                                    | Marcatori          | 15’, 53’ Pagnoux |         |                                               |

| Trois-Chenes 3 settembre 2021, ore 20:15 CEST 3ª giornata                | Chênois   | 1 – 2 referto             | Meyrin | Stade des Trois-Chêne (210 spett.) |
| \| \| \| \| \| Imbriaco 18’ \| Marcatori \| 53’ Jourdan 74’ Rezzonico \| |           |                           |        |                                    |
|                                                                          |           |                           |        |                                    |
| Imbriaco 18’                                                             | Marcatori | 53’ Jourdan 74’ Rezzonico |        |                                    |

| Trois-Chenes 11 settembre 2021, ore 19:00 CEST 4ª giornata                     | Chênois   | 1 – 2 referto             | Bulle | Stade des Trois-Chêne (212 spett.) |
| \| \| \| \| \| Bilalli 45’ (rig.) \| Marcatori \| 7’ Deschenaux 88’ Bersier \| |           |                           |       |                                    |
|                                                                                |           |                           |       |                                    |
| Bilalli 45’ (rig.)                                                             | Marcatori | 7’ Deschenaux 88’ Bersier |       |                                    |

| Martigny 29 settembre 2021, ore 20:15 CEST 5ª giornata | Martigny  | 0 – 1 referto | Chênois | Stade d'Octodure (299 spett.) |
| \| \| \| \| \| \| Marcatori \| 67’ Munishi \|          |           |               |         |                               |
|                                                        |           |               |         |                               |
|                                                        | Marcatori | 67’ Munishi   |         |                               |

| Trois-Chenes 25 settembre 2021, ore 17:30 CEST 6ª giornata                                      | Chênois   | 1 – 3 referto                                | La Chaux-de-Fonds | Stade des Trois-Chêne (200 spett.) |
| \| \| \| \| \| Ummel 73’ (aut.) \| Marcatori \| 19’ Ramdani 53’ (rig.) Mapwata 90’ Benbekhti \| |           |                                              |                   |                                    |
|                                                                                                 |           |                                              |                   |                                    |
| Ummel 73’ (aut.)                                                                                | Marcatori | 19’ Ramdani 53’ (rig.) Mapwata 90’ Benbekhti |                   |                                    |

| Naters 2 ottobre 2021, ore 17:00 CEST 7ª giornata                                               | Naters    | 2 – 3 referto                           | Chênois | Sportanlage Stapfen (200 spett.) |
| \| \| \| \| \| Emurli 17’ Fryand 20’ \| Marcatori \| 12’ (rig.) Bilalli 75’ Ibongo 87’ Mboso \| |           |                                         |         |                                  |
|                                                                                                 |           |                                         |         |                                  |
| Emurli 17’ Fryand 20’                                                                           | Marcatori | 12’ (rig.) Bilalli 75’ Ibongo 87’ Mboso |         |                                  |

| Trois-Chenes 15 ottobre 2021, ore 20:15 CEST 8ª giornata                                        | Chênois   | 3 – 3 referto                      | Lancy | Stade des Trois-Chêne (192 spett.) |
| \| \| \| \| \| Mboso 45’, 71’ Richard 90’ \| Marcatori \| 29’ Chentouf 37’ Guyon 41’ Liechti \| |           |                                    |       |                                    |
|                                                                                                 |           |                                    |       |                                    |
| Mboso 45’, 71’ Richard 90’                                                                      | Marcatori | 29’ Chentouf 37’ Guyon 41’ Liechti |       |                                    |

| Echallens 23 ottobre 2021, ore 17:00 CEST 9ª giornata                       | Echallens | 4 – 0 referto | Chênois | Stade des Trois Sapins (200 spett.) |
| \| \| \| \| \| Ianigro 29’, 67’ Gonçalves 45’ Morard 52’ \| Marcatori \| \| |           |               |         |                                     |
|                                                                             |           |               |         |                                     |
| Ianigro 29’, 67’ Gonçalves 45’ Morard 52’                                   | Marcatori |               |         |                                     |

| Trois-Chenes 30 ottobre 2021, ore 17:30 CEST 10ª giornata | Chênois   | 0 – 2 referto       | Terre Sainte | Stade des Trois-Chêne (190 spett.) |
| \| \| \| \| \| \| Marcatori \| 45’ Nana 74’ Volken \|     |           |                     |              |                                    |
|                                                           |           |                     |              |                                    |
|                                                           | Marcatori | 45’ Nana 74’ Volken |              |                                    |

| Vevey 6 novembre 2021, ore 17:30 CET 11ª giornata        | Vevey United | 2 – 0 referto | Chênois | Stade de Copet (512 spett.) |
| \| \| \| \| \| Oliveira 22’ Gasic 35’ \| Marcatori \| \| |              |               |         |                             |
|                                                          |              |               |         |                             |
| Oliveira 22’ Gasic 35’                                   | Marcatori    |               |         |                             |

| Trois-Chenes 13 novembre 2021, ore 17:30 CET 12ª giornata                                                | Chênois   | 2 – 4 referto                           | Monthey | Stade des Trois-Chêne (0 spett.) |
| \| \| \| \| \| Bilalli 78’ (rig.) Richard 89’ \| Marcatori \| 2’, 9’ Derivaz 44’ Constantin 79’ Tafaj \| |           |                                         |         |                                  |
| |           |                                         |         |                                  |
| Bilalli 78’ (rig.) Richard 89’                                                                           | Marcatori | 2’, 9’ Derivaz 44’ Constantin 79’ Tafaj |         |                                  |

| Losanna 20 novembre 2021, ore 16:00 CET 13ª giornata          | Team Vaud | 2 – 1 referto | Chênois | Stade du Bois-Gentil (130 spett.) |
| \| \| \| \| \| Ali 68’ Yana 79’ \| Marcatori \| 18’ N'Silu \| |           |               |         |                                   |
|                                                               |           |               |         |                                   |
| Ali 68’ Yana 79’                                              | Marcatori | 18’ N'Silu    |         |                                   |

| Trois-Chenes 27 novembre 2021, ore 17:30 CET 14ª giornata   | Chênois   | 1 – 1 referto | Thun II | Stade des Trois-Chêne (187 spett.) |
| \| \| \| \| \| Munishi 33’ \| Marcatori \| 50’ Baeriswyl \| |           |               |         |                                    |
|                                                             |           |               |         |                                    |
| Munishi 33’                                                 | Marcatori | 50’ Baeriswyl |         |                                    |

| Trois-Chenes 5 marzo 2022, ore 17:30 CET 15ª giornata                                  | Chênois   | 4 – 0 referto | La Sarraz-Eclépens | Stade des Trois-Chêne (182 spett.) |
| \| \| \| \| \| Bilalli 48’ (rig.), 57’ Bengueddoudj 78’ Munishi 86’ \| Marcatori \| \| |           |               |                    |                                    |
|                                                                                        |           |               |                    |                                    |
| Bilalli 48’ (rig.), 57’ Bengueddoudj 78’ Munishi 86’                                   | Marcatori |               |                    |                                    |

#### ritorno
| Meyrin 12 marzo 2022, ore 17:00 CET 16ª giornata | Meyrin    | 1 – 0 referto | Chênois | Stade des Arbères (234 spett.) |
| \| \| \| \| \| Rezzonico 34’ \| Marcatori \| \|  |           |               |         |                                |
|                                                  |           |               |         |                                |
| Rezzonico 34’                                    | Marcatori |               |         |                                |

| Bulle 19 marzo 2022, ore 16:00 CET 17ª giornata                                         | Bulle     | 3 – 1 referto | Chênois | Stade de Bouleyres (400 spett.) |
| \| \| \| \| \| Chatelain 18’ Deschenaux 25’ Golliard 27’ \| Marcatori \| 45’ Bilalli \| |           |               |         |                                 |
|                                                                                         |           |               |         |                                 |
| Chatelain 18’ Deschenaux 25’ Golliard 27’                                               | Marcatori | 45’ Bilalli   |         |                                 |

| Trois-Chenes 23 marzo 2022, ore 20:15 CET 18ª giornata             | Chênois   | 3 – 0 referto | Martigny | Stade des Trois-Chêne (194 spett.) |
| \| \| \| \| \| Ibongo 34’ Mboso 53’ Munishi 56’ \| Marcatori \| \| |           |               |          |                                    |
|                                                                    |           |               |          |                                    |
| Ibongo 34’ Mboso 53’ Munishi 56’                                   | Marcatori |               |          |                                    |

| La Chaux-de-Fonds 20 aprile 2022, ore 20:15 CEST 19ª giornata | La Chaux-de-Fonds | 0 – 1 referto | Chênois | Stadio di la Charrière (260 spett.) |
| \| \| \| \| \| \| Marcatori \| 71’ Ibongo \|                  |                   |               |         |                                     |
|                                                               |                   |               |         |                                     |
|                                                               | Marcatori         | 71’ Ibongo    |         |                                     |

| Trois-Chenes 9 aprile 2022, ore 17:30 CEST 20ª giornata                      | Chênois   | 2 – 1 referto  | Naters | Stade des Trois-Chêne (212 spett.) |
| \| \| \| \| \| Bengueddoudj 16’ Khelil 24’ \| Marcatori \| 64’ Taugwalder \| |           |                |        |                                    |
|                                                                              |           |                |        |                                    |
| Bengueddoudj 16’ Khelil 24’                                                  | Marcatori | 64’ Taugwalder |        |                                    |

| Lancy 23 aprile 2022, ore 17:00 CEST 21ª giornata          | Lancy     | 1 – 1 referto | Chênois | Stade de Marignac (300 spett.) |
| \| \| \| \| \| Lachenal 77’ \| Marcatori \| 45’ Bilalli \| |           |               |         |                                |
|                                                            |           |               |         |                                |
| Lachenal 77’                                               | Marcatori | 45’ Bilalli   |         |                                |

| Trois-Chenes 30 aprile 2022, ore 17:30 CEST 22ª giornata | Chênois   | 2 – 0 referto | Echallens | Stade des Trois-Chêne (200 spett.) |
| \| \| \| \| \| Bengueddoudj 17’, 80’ \| Marcatori \| \|  |           |               |           |                                    |
|                                                          |           |               |           |                                    |
| Bengueddoudj 17’, 80’                                    | Marcatori |               |           |                                    |

| Coppet 7 maggio 2022, ore 17:00 CEST 23ª giornata                                                         | Terre Sainte | 2 – 3 referto                                 | Chênois | Centre Sportif des Rojalets (140 spett.) |
| \| \| \| \| \| Bryand 5’ Nana 83’ (rig.) \| Marcatori \| 30’ Mboso 64’ (rig.) Bengueddoudj 69’ Munishi \| |              |                                               |         |                                          |
| |              |                                               |         |                                          |
| Bryand 5’ Nana 83’ (rig.)                                                                                 | Marcatori    | 30’ Mboso 64’ (rig.) Bengueddoudj 69’ Munishi |         |                                          |

| Trois-Chenes 14 maggio 2022, ore 17:30 CEST 24ª giornata                  | Chênois   | 1 – 2 referto          | Vevey United | Stade des Trois-Chêne (224 spett.) |
| \| \| \| \| \| Bengueddoudj 55’ \| Marcatori \| 8’ Hajij 51’ Barbouchi \| |           |                        |              |                                    |
|                                                                           |           |                        |              |                                    |
| Bengueddoudj 55’                                                          | Marcatori | 8’ Hajij 51’ Barbouchi |              |                                    |

| Monthey 21 maggio 2022, ore 16:00 CEST 25ª giornata               | Monthey   | 2 – 1 referto | Chênois | Stade Philippe-Pottier (110 spett.) |
| \| \| \| \| \| Ambrosio 11’ Lima 49’ \| Marcatori \| 36’ Mboso \| |           |               |         |                                     |
|                                                                   |           |               |         |                                     |
| Ambrosio 11’ Lima 49’                                             | Marcatori | 36’ Mboso     |         |                                     |

| Trois-Chenes 28 maggio 2022, ore 16:00 CEST 26ª giornata      | Chênois   | 2 – 1 referto | Team Vaud | Stade des Trois-Chêne (202 spett.) |
| \| \| \| \| \| Ibongo 43’, 90’ \| Marcatori \| 82’ Tutonda \| |           |               |           |                                    |
|                                                               |           |               |           |                                    |
| Ibongo 43’, 90’                                               | Marcatori | 82’ Tutonda   |           |                                    |

### Coppa Svizzera
| Arbitro: | Aebi |

|                |                      |                         |
| Leal 86’, 118’ | Marcatori            | 13’ Passi 104’ Imbriaco |
|                | Tiri di rigore 3 – 6 |                         |

| Arbitro: | Wolfensberger |

|                         |           |                                                               |
| Munishi 66’ Clément 69’ | Marcatori | 9’, 29’, 40’, 45’ Schubert 60’ Stillhart 74’ Cabral 88’ Besio |

## Statistiche

### Statistiche di squadra
| Competizione   | Punti | In casa | In casa | In casa | In casa | In casa | In casa | In trasferta | In trasferta | In trasferta | In trasferta | In trasferta | In trasferta | Totale | Totale | Totale | Totale | Totale | Totale | DR  |
| Competizione   | Punti | G       | V       | N       | P       | Gf      | Gs      | G            | V            | N            | P            | Gf           | Gs           | G      | V      | N      | P      | Gf     | Gs     | DR  |
| -------------- | ----- | ------- | ------- | ------- | ------- | ------- | ------- | ------------ | ------------ | ------------ | ------------ | ------------ | ------------ | ------ | ------ | ------ | ------ | ------ | ------ | --- |
| Prima Lega     | 33    | 13      | 5       | 2       | 6       | 23      | 21      | 13           | 5            | 1            | 7            | 15           | 25           | 26     | 10     | 3      | 13     | 38     | 46     | -8  |
| Coppa Svizzera | -     | 1       | 0       | 0       | 1       | 2       | 7       | 1            | 0            | 1            | 0            | 2            | 2            | 2      | 0      | 1      | 1      | 4      | 9      | -5  |
| Totale         | 33    | 14      | 5       | 2       | 7       | 25      | 28      | 14           | 5            | 2            | 7            | 17           | 27           | 28     | 10     | 4      | 14     | 42     | 55     | -13 |

### Andamento in campionato
| Giornata  | 1  | 2  | 3  | 4  | 5  | 6  | 7 | 8  | 9  | 10 | 11 | 12 | 13 | 14 | 15 | 16 | 17 | 18 | 19 | 20 | 21 | 22 | 23 | 24 | 25 | 26 |
| --------- | -- | -- | -- | -- | -- | -- | - | -- | -- | -- | -- | -- | -- | -- | -- | -- | -- | -- | -- | -- | -- | -- | -- | -- | -- | -- |
| Luogo     | T  | T  | C  | C  | T  | C  | T | C  | T  | C  | T  | C  | T  | C  | C  | T  | T  | C  | T  | C  | T  | C  | T  | C  | T  | C  |
| Risultato | P  | V  | P  | P  | V  | P  | V | N  | P  | P  | P  | P  | P  | N  | V  | P  | P  | V  | V  | V  | N  | V  | V  | P  | P  | V  |
| Posizione | 14 | 11 | 10 | 11 | 10 | 10 | 9 | 10 | 10 | 10 | 10 | 12 | 12 | 12 | 11 | 11 | 11 | 11 | 10 | 8  | 8  | 8  | 7  | 7  | 8  | 8  |

Legenda:

Luogo: C = Casa; T = Trasferta. Risultato: V = Vittoria; N = Pareggio; P = Sconfitta.